# ميغيل كورديرو
ميغيل كورديرو (بالإسبانية: Miguel Cordero)‏ هو لاعب كرة قدم فنزويلي، ولد في 10 نوفمبر 1971. شارك مع منتخب فنزويلا لكرة القدم. أما مع النوادي، فقد لعب مع نادي بورتوغيزا.